# Der Pate (Computerspiel)
Der Pate ist ein Computerspiel von Electronic Arts, das am 21. März 2006 erschien. Das Actionspiel orientiert sich an Spielen wie Mafia oder Grand Theft Auto. Die Entwickler haben viele Schauspieler des Films „Der Pate“ (u. a. Marlon Brando, James Caan, Robert Duvall und Abe Vigoda) mit dem Motion-Capture-Verfahren in das Spiel integriert. Al Pacino, der in dem Film Michael Corleone spielt, hat keine Erlaubnis zur Verwendung seines Gesichts erteilt, so dass das Gesicht eines anderen Schauspielers modelliert wurde. Die populäre Musik von Nino Rota wird auch im Spiel eingesetzt.
Der Spieler steuert einen jungen Mann, der als Kind seinen Vater durch einen Anschlag der Barzini-Familie verloren hat, durch die Straßen von New York. Er steigt dank Förderung von Luca Brasi in der Organisation des Don Corleone auf.
Ab hier wird die Geschichte des Films nachgespielt. Der Spieler muss Missionen erfüllen, die an die Handlungen der Werke von Francis Ford Coppola anknüpfen. So muss er beispielsweise Don Vito Corleone ins Krankenhaus fahren, nachdem dieser angeschossen wurde, oder er muss den Tod von Santino „Sonny“ Corleone rächen.
Während des Spiels erlangt man immer mehr Respekt und Erfahrungspunkte, die sich in verschiedene Fähigkeiten wie Stärke oder Schnelligkeit mit der Schusswaffe umwandeln lassen. Die hauptsächliche Aufgabe in diesem Spiel besteht darin, die Position innerhalb der Familie zu erhöhen, um einen größeren Anteil an den Einnahmen zu erhalten. Eine weitere Aufgabe steht darin, die Läden und illegalen Geschäfte der anderen Familien in New York anzugreifen und zu übernehmen, um für höhere Einnahmen zu sorgen.
Es gibt auch Videoszenen aus dem Film, die man durch das Sammeln von Filmrollen in der Spielwelt freischalten kann.
Im Jahr 2009 erschien der Nachfolger Der Pate 2 für Windows, Xbox 360 und Playstation 3.

## Spielprinzip
Vor dem Start des eigentlichen Spielgeschehens kann der Spieler das Aussehen seiner Spielfigur modifizieren. Hierzu können umfangreiche Änderungen am Gesicht und an der Kleidung der Spielfigur vorgenommen werden, wobei die Kleidung nur mit dem Geld, das im Spiel verdient wurde, geändert werden kann.
Es gibt drei verschiedene Arten von Aufgaben (Missionen), die der Spieler übernehmen kann: Hauptmissionen, Auftragsmorde und das Erobern von Gebäuden. Zwischen den ersten beiden Arten existiert ein chronologischer Zusammenhang, während das Erobern von Gebäuden jederzeit durchgeführt werden kann.
- Hauptmissionen: In den Hauptmissionen muss der Spieler handlungstragende Aufgaben übernehmen. Diese bringen ihn in der Rangfolge der Mafia-Familie höher und bringen ihm beträchtlich Geld.

- Auftragsmorde: Der Spieler ist in der Lage bestimmte Personen zu beseitigen. Wird zudem ein vorgegebener Modus eingehalten, gibt es besonders viel Geld. Beispielsweise kann gefordert werden, dass die Zielperson von einer Brücke fällt oder in einem Unfall umkommt.

- Gebäude erobern: Gebäude bringen dem Spieler regelmäßig Einnahmen. Je nach Rangstufe innerhalb der Familie (siehe Hauptmissionen) muss der Spieler einen gewissen Prozentsatz (am Anfang 70 Prozent) an die Familie abgeben.
  - Mafiaanwesen: Pro Stadtteil gibt es ein Mafiaanwesen. Wird dieses erobert, herrscht die Corleonefamilie über den jeweiligen Stadtteil. Die Anwesen sind gut geschützt.
  - Lagerhäuser und Drehscheiben: Diese Objekte sind stark bewacht, bringen dem Spieler dafür die höchsten Einnahmen.
  - Geschäfte: Um Schutzgeld zu erpressen, müssen die Besitzer der jeweiligen Geschäfte überredet werden, zur Not mit handfesten Argumenten. Je mehr die Besitzer eingeschüchtert werden, desto mehr zahlen sie. Jedoch darf der Spieler eine bestimmte Schwelle nicht überschreiten und den Besitzer nicht töten. Viele Filialen haben zusätzlich ein illegales Hinterzimmergeschäft. Hier muss der Besitzer auch überredet oder am einfachsten (aber kostspielig) ausbezahlt werden. Ein Geschäft wird normalerweise von einer anderen Mafiafamilie überwacht, d. h., es steht unter deren Schutz. Diese kommt dem Geschäftsinhaber zur Hilfe, wenn dieser angegriffen wird. Neue Geschäfte können entdeckt werden, wenn man die Fahrer gegnerischer Lastwagen zum Anhalten bringt und sie zwingt den Standort eines Geschäfts zu verraten. Sind alle Geschäfte erobert, ist der Spieler Don von New York.
  - Banken: In der Spielwelt gibt es einige Banken, die überfallen werden können.
  - Hotels: Hotels sind auch Geschäfte, bieten aber zusätzlich die Möglichkeit, ein Zimmer (Versteck) zu erwerben. Hier kann das Spiel außerhalb einer Mission gespeichert werden.

Kriminelle Handlungen erhöhen den Fahndungslevel und können durch Bestechung der Polizei oder durch das Erreichen eines Verstecks aufgehoben werden.
Handlungen gegen andere Mafia-Familien erhöhen das Risiko einer Vendetta. Kommt es dazu, so kann diese durch Bestechen eines FBI-Agenten oder Zerstörung feindlicher Mafia-Anwesen beendet werden. Gelingt dies dem Spieler innerhalb weniger Minuten nicht, so werden zwei seiner Geschäfte von einer anderen Mafia-Familie vorübergehend durch Bombenanschläge stillgelegt.

## Spielwelt und Familien
Die Handlung von Der Pate spielt 1945 in New York. Die Region ist unterteilt in fünf Stadtteile, die jeweils von einer Familie beherrscht werden. Die Spielwelt ist, im Gegensatz zu anderen Genre-Spielen wie Grand Theft Auto oder Driver, nicht vollständig modelliert. Zwischen einigen Stadtteilen existieren lediglich lange Verbindungsstraßen, die nicht verlassen werden können. Auch innerhalb eines Stadtteils sind viele Gebiete nicht betretbar bzw. gar nicht vorhanden.
Autos sind die einzigen Fortbewegungsmittel im Spiel, die einfach gestohlen werden können. In Hinterhöfen bieten Händler verschiedene Waffen zum Kauf an. In Hotelzimmern steht die Munition kostenlos zur Verfügung.
Am Anfang des Spiels ist die Stadt folgendermaßen aufgeteilt:
- Little Italy: Tattaglia, Anwesen der Corleones (die Familie des Spielers) befindet sich hier
- Brooklyn: Tattaglia
- New Jersey: Stracci
- Hell’s Kitchen: Cuneo
- Midtown: Barzini

## Deutsche Stimmen
Die deutsche Sprachfassung des Videospiels wurde in den Studios der Hamburger toneworx GmbH erstellt. Die Texte stammten von Robert Böck, Regie führten Gernot Endemann und Michael Grimm. Lutz Mackensy, Norbert Langer, Jürgen Thormann und Christian Rode sprachen die gleichen Rollen, wie in der ersten Synchronfassung der Filmvorlage, Mackensy und Helmut Krauss sprachen ihre Rollen auch in der zweiten Synchronfassung, und Christian Schult übernahm die Rolle, die ursprünglich sein Vater Rolf gesprochen hat.
| Rolle             | Deutscher Sprecher   |
| ----------------- | -------------------- |
| Protagonist       | Nicolas König        |
| Don Vito Corleone | Helmut Krauss        |
| Emilio Barzini    | Christian Rode       |
| Fredo Corleone    | Jürgen Thormann      |
| Luca Brasi        | Joscha Fischer-Antze |
| Michael Corleone  | Lutz Mackensy        |
| Moe Greene        | Christian Schult     |
| Paulie Gatto      | Erik Schäffler       |
| Pete Clemenza     | Klaus Dittmann       |
| Sonny Corleone    | Robin Brosch         |
| Tom Hagen         | Norbert Langer       |
| Virgil Sollozzo   | Klaus Nietz          |

Weitere Stimmen: Agnes Regan, Angela Quast, Antje Roosch, Ben Hecker, Carina De Jesus, Christian Rudolf, Eckart Dux, Frank Thomé, Gerhart Hinze, Guido Zimmermann, Henry König, Holger Löwenberg, Holger Mahlich, Holger Umbreit, Ingo Meß, Jan-David Rönfeldt, Jens Wendland, Jochen Dominicus, Joshy Peters, Jörg Gillner, Katja Brügger, Konstantin Graudus, Konstanze Ullmer, Lennardt Krüger, Leonhard Mahlich, Manfred Reddemann, Marc Seidenberg, Marion von Stengel, Mark Bremer, Michael Bideller, Michael Grimm, Mignon Remé, Nils Rieke, Oliver Böttcher, Rainer Schmitt, Rasmus Borowski, Reent Reins, Robert Missler, Sabine Schmidt-Kirchner, Stefan Brönneke, Tanja Dohse, Traudel Sperber, Wolfgang Hartmann